# Tamotsu Suzuki
Tamotsu Suzuki (鈴木 保, Suzuki Tamotsu, Saitama, 29 april 1947) is een Japans voormalig voetballer en trainer.

## Carrière
Suzuki speelde tussen 1972 en 1974 voor Nissan Motors. Daarna begon Suzuki aan zijn trainerscarrière. Hij heeft als hoofdtrainer bij clubs gewerkt Nissan Motors en Nissan FC Ladies (de vrouwenvoetbalclub van Nissan Motors). In 1989 werd hij aangesteld als coach van het Japans vrouwenvoetbalelftal. Hij gaf leiding aan het Japans elftal, dat deelnam aan het wereldkampioenschappen in 1991, 1995 en Olympische Zomerspelen in 1996. Suzuki werd nadien opnieuw trainer van de Nikko Securities Dream Ladies.